# Thomomys
Thomomys (Wied-Neuwied, 1839) è un genere di roditori della famiglia dei Geomidi, comunemente noti come gopher dalle tasche (pocket gopher in inglese)

## Descrizione

### Dimensioni
Al genere Thomomys appartengono roditori di medie e grandi dimensioni, con lunghezza della testa e del corpo tra 115 e 305 mm, la lunghezza della coda tra 40 e 95 mm e un peso fino a 545 g.

### Caratteristiche craniche e dentarie
Il cranio non presenta creste o rugosità. Gli incisivi superiori sono lisci, i molari hanno la corona elevata, hanno forma monoprismatica e sono compressi anteriormente.
Sono caratterizzati dalla seguente formula dentaria:

### Aspetto
La pelliccia è soffice. Il colore generale del corpo varia dal color crema al nero. Le zampe anteriori sono eccezionalmente piccole per un mammifero fossorio, gli artigli non sono particolarmente allungati. I maschi sono più grandi delle femmine.

## Distribuzione
Si tratta di roditori fossori diffusi nel Continente americano dal Canada sud-occidentale attraverso tutti gli Stati Uniti d'America occidentali fino al Messico centrale. 

## Tassonomia
Il genere comprende 10 specie.
- Sottogenere Thomomys - È presente una fessura nell'osso sfenoide.
  - Thomomys clusius
  - Thomomys idahoensis
  - Thomomys mazama
  - Thomomys monticola
  - Thomomys nayarensis
  - Thomomys talpoides
- Sottogenere Megascaphaeus (Elliot, 1902) - L'osso sfenoide è privo di fessure.
  - Thomomys bottae
  - Thomomys bulbivorus
  - Thomomys townsendii
  - Thomomys umbrinus